# Stephan Brodmann
Stephan Brodmann (* 1640 in Immenstaad; † 1715 ebenda) war ein deutscher katholischer Priester. Durch sein Testament begründete er eine Stiftung für die Jugend und die Armen seines Heimatorts Immenstaad am Bodensee.

## Leben
Stephan Brodmann war bis zu seinem Lebensende Kaplan des Franziskanerinnenklosters Oggelsbeuren (heute zu Attenweiler, Landkreis Biberach). In der Oggelsbeurer Ortschronik ist sein Wirken gewürdigt.

## Stiftung
1703 verfasste Stephan Brodmann ein Testament, das er während der folgenden Jahre mehrfach ergänzte. Darin vermachte er seinen gesamten Besitz (mit wenigen Ausnahmen), d. h. sein Elternhaus, seine Ländereien und sein Geld einer Stiftung, die sofort nach seinem Tod in Immenstaad gegründet werden sollte. Als Nutznießer der Stiftung setzte er die Jugend und die Armen von Immenstaad ein:
„...besonders zum Nutzen der Armen und der lieben Jugend;... alle Bürger zu Immenstaad, Alte, Junge, Unmündige, Manns- und Weibsgeschlecht, welche ehrlich, eines guten und löblichen Namens und der katholischen Religion zugetan sind;... keineswegs die gesunden, müßiggehenden, starken Bettler, sondern all diejenigen, welche nicht fünfzig Dukaten in Vermögen haben, ihre Nahrung aber mit Schweiß und Arbeit suchen und zuwege bringen.“

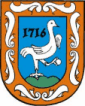
Wappen der Stiftung

Ein großer Teil seines Testamentes umfasst genaue wirtschaftliche und rechtliche Vorschriften über die Stiftung. Auch ein Wappen sollte die Stiftung bekommen: „... ein Kranichvogel, stehend auf einem Fuß, in den Klauen des anderen aufgehebten Fußes ein Stein haltend.“
Die Stiftung wurde mit Stephan Brodmanns Tod im Jahre 1715 verwirklicht. Ihr verdanken viele Immenstaader Arme und Jugendliche Unterstützung, und die Schüler erhielten nicht nur ein Schulhaus (das Elternhaus, das vor dem Abbruch gegenüber dem heutigen Bürgerhaus stand), sondern auch Lehr- und Lernmittelfreiheit während mehr als zweihundert Jahren.
Nach der Aufhebung der Stiftung vor einigen Jahren (Stand 2005) bildete sich ein Verein, der das Andenken an Stephan Brodmann, den wohl bedeutendsten Wohltäter Immenstaads, bewahren und die Tradition seiner Stiftung pflegen will, eingeschränkt allerdings auf die Vergabe von Preisen an fleißige Schüler, die auch am Leben der katholischen Pfarrgemeinde teilnehmen.
Das Wappen, das früher über dem Eingang des alten Schulhauses in der Meersburger Straße angebracht war, erinnert heute im Treppenhaus der Stephan-Brodmann-Schule in Immenstaad an den Namensgeber der Schule.
| Personendaten    | Personendaten                           |
| ---------------- | --------------------------------------- |
| NAME             | Brodmann, Stephan                       |
| KURZBESCHREIBUNG | deutscher römisch-katholischer Priester |
| GEBURTSDATUM     | 1640                                    |
| GEBURTSORT       | Immenstaad                              |
| STERBEDATUM      | 1715                                    |
| STERBEORT        | Immenstaad                              |